# 国符
国符（こくふ）とは、国司が発給した符（命令文書・下行文書）である。
太政官が発給した太政官符や八省が発給した省符と異なり、長官である守以下四等官の位署があるのを特徴とされるが、実際には次官である介以下の位署しかない国符も存在している。これについて、通説では守は中央官司の長官と比較して官位相当などが低く介（次官）以下との身分差が小さかったために命令権者としての地位を備えていなかったために原則においては位署を必要とし、守の位署が無いのは京官との兼官や遙任であったと考えられている（これに対して、守もやはり国衙内では命令権者であり、守は命令権者の立場から位署しない方が通常で、位署があるのは特殊事例とする反論もある）。
なお、他に地方の官司が出す符としては大宰府が管下の国に出す大宰府符や郡司が出した郡符の存在が知られている。前者は長官である大宰帥の身分が中央官司の長官級であり在京が多かったため省符と同様に次官と主典によって署名されている。後者は紙文書としての今日まで伝来された事例は一例しか知られておらず、現在知られているものの多くが出土木簡に記載されていたものである。